# Miss Europe 1972

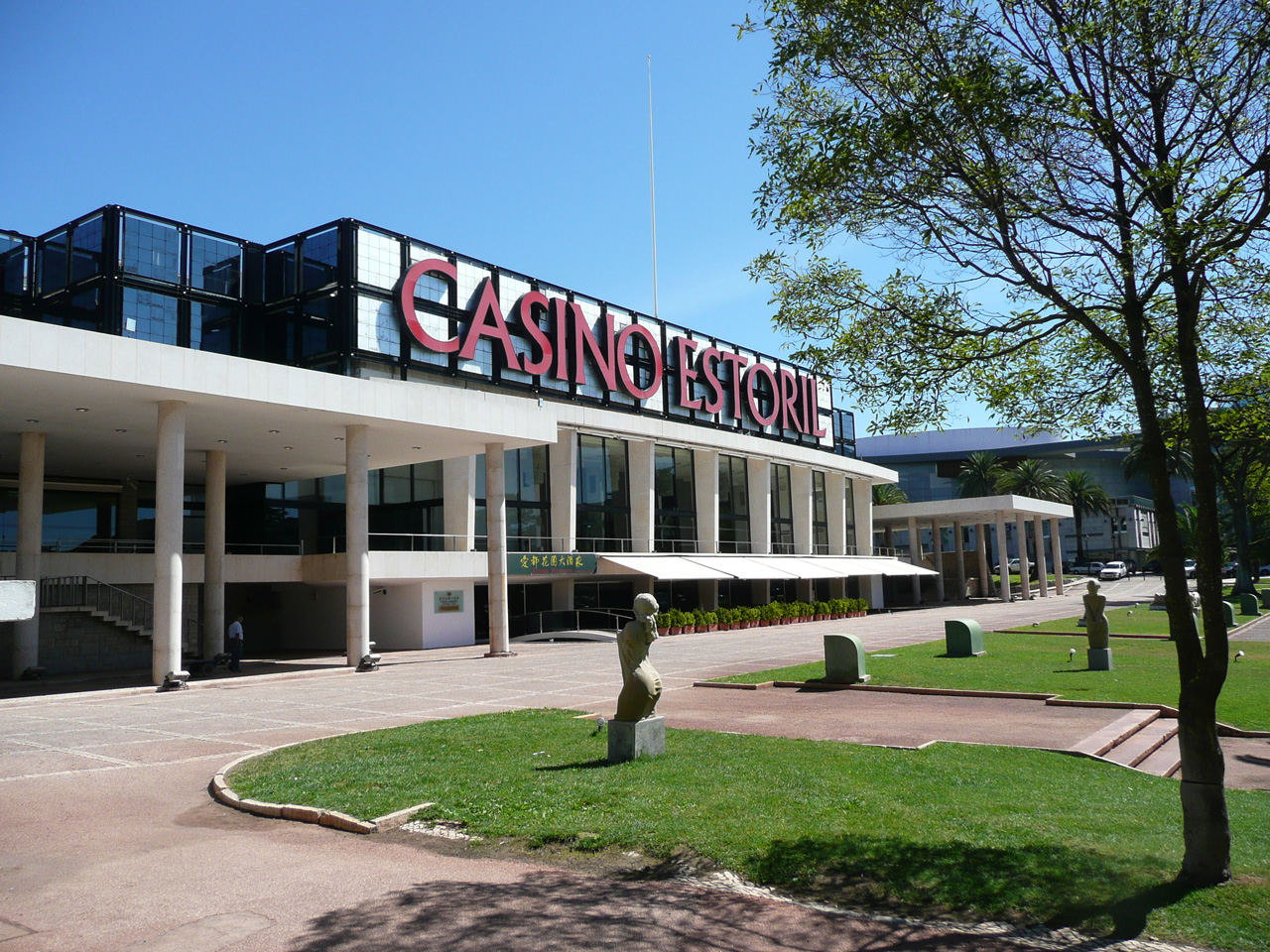
Das Casino Estoril, Ort der Veranstaltung

Der Wettbewerb um die Miss Europe 1972 war der vierundzwanzigste seit 1948, den die Mondial Events Organisation (MEO) durchführte. Sie war von den Franzosen Roger Zeiler und Claude Berr ins Leben gerufen worden, hatte ihren Sitz in Paris und organisierte den Wettbewerb bis 2002.
Die Kandidatinnen waren in ihren Herkunftsländern von nationalen Organisationskomitees ausgewählt worden, die mit der MEO Lizenzverträge abgeschlossen hatten.
Die Veranstaltung fand am 21. Juni 1972 im Casino des portugiesischen Estoril statt. Es gab 23 Bewerberinnen.
| Land                     | Schreibweise bei Pageantopolis  | Schreibweise in der Heimatsprache | Teilnahme an weiteren Wettbewerben                    |
| ------------------------ | ------------------------------- | --------------------------------- | ----------------------------------------------------- |
| Platzierungen            |                                 |                                   |                                                       |
| 1. BR Deutschland        | Monika Sarp                     | Monika Sarp                       |                                                       |
| 2. Schweden              | Elisabeth Ire Johnson           |                                   | Miss Scandinavia 1973: Platz 2                        |
| 3. Österreich            | Ursula Pacher                   | Ursula Bacher                     | Miss Universe 1972, Miss World 1972: Platz 4          |
| 4. Malta                 | Mary Ann Best                   |                                   |                                                       |
| 5. England               | Jennifer McAdam                 | Jennifer McAdam                   | Miss Universe 1972: Platz 5, Miss World 1972: Platz 7 |
| Weitere Teilnehmerinnen  |                                 |                                   |                                                       |
| Belgien                  | Anne-Marie Roger                | Anne-Marie Roger                  | Miss Universe 1972: Semifinale, Miss World 1972       |
| Dänemark                 | Marianne Schmitt                | Marianne Schmitt                  | Miss Universe 1972, Miss Scandinavia 1973             |
| Finnland                 | Maj-Len Linnea Eriksson         | Maj-Len Linnea Eriksson           | Miss Universe 1972, Miss Scandinavia 1973: Platz 4    |
| Frankreich               | Claudine Cassereau              | Claudine Cassereau                | Miss Universe 1972, Miss World 1972                   |
| Griechenland             | Aleka Flega                     | Αλέκα Φλέγκα (?)                  |                                                       |
| Holland                  | Jenny ten Wolde                 | Jenny ten Wolde                   | Miss Universe 1972                                    |
| Irland                   | Evelein Byrne                   |                                   |                                                       |
| Island                   | Thorunn Simonardóttir           | Þórunn Símonardóttir              |                                                       |
| Italien                  | Christina Crippa                |                                   |                                                       |
| Jugoslawien              | Daniela Krajcinovic             |                                   |                                                       |
| Luxemburg                | Mady Dostert                    |                                   |                                                       |
| Norwegen                 | Liv Hanche Olsen                | Liv Hanche Olsen                  | Miss Universe 1972, Miss Scandinavia 1973             |
| Portugal                 | Iris Maria Rosário dos Santos   | Iris Maria Rosário dos Santos     | Miss Universe 1972                                    |
| Schottland               | Elizabeth Joan Stevely          | Elizabeth Joan Stevely            | Miss Universe 1972                                    |
| Schweiz                  | Diana Gubler                    |                                   |                                                       |
| Spanien                  | Maria del Carmen Muñoz Castañón | Maria del Carmen Muñoz Castañón   | Miss Universe 1972                                    |
| Türkei                   | Mehtap Silahcioglu              | Mehtap Silahçıoğlu                |                                                       |
| Zypern                   | Maria Koutrouza                 | Μαρία Κουτρουζα (?)               |                                                       |
| Kandidatur zurückgezogen |                                 |                                   |                                                       |
| Wales                    | Eileen Darroch A                | Eileen Darroch                    | Miss Universe 1972                                    |